# طواف (مصطلح عام)

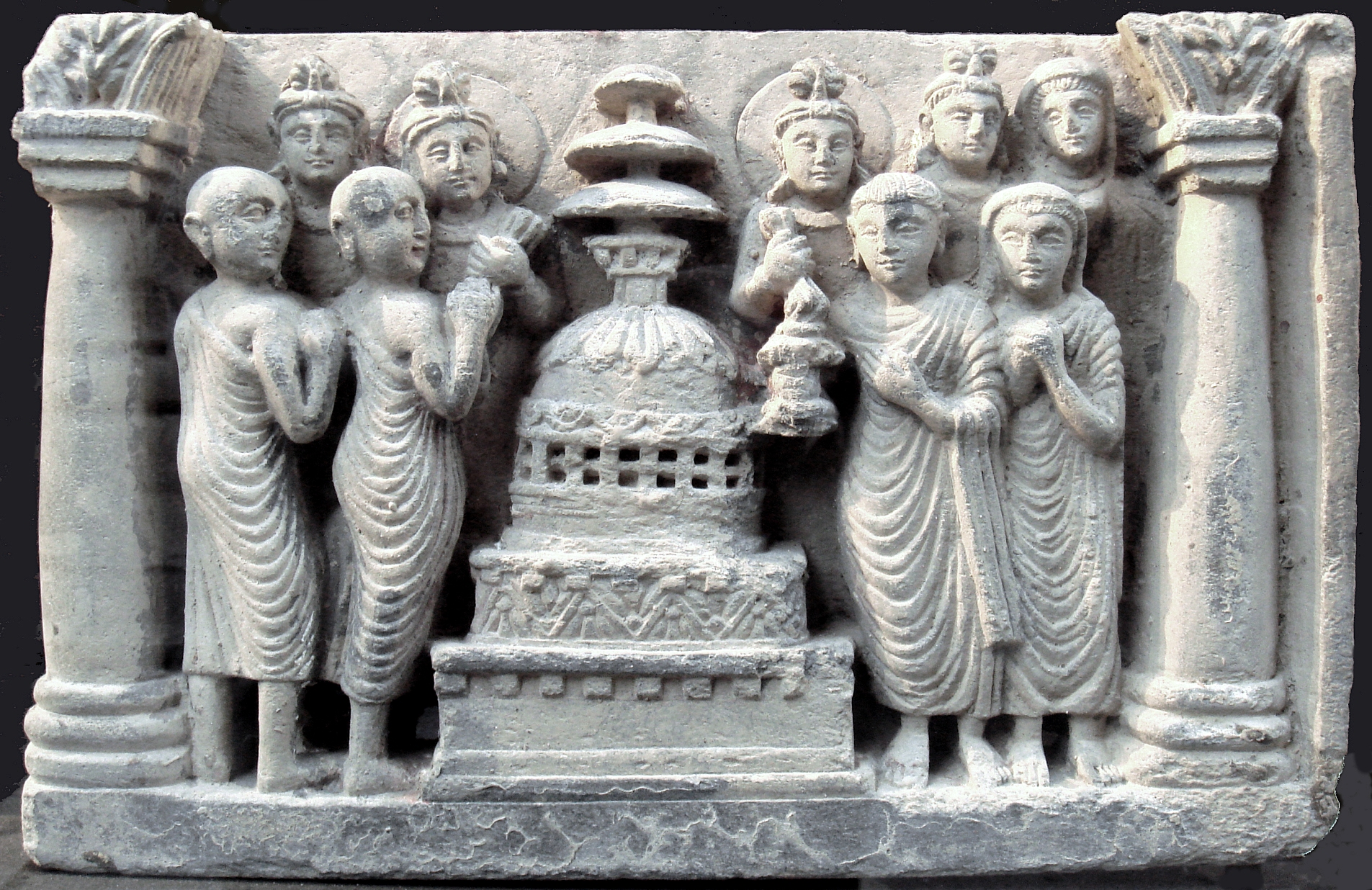
نقش بارز للبوذيين الهنود القدماء (رهبان عن اليسار، وزوجان عاديان عن اليمين وتماثيل في الخلف) يطوفون حول إسطبة في معبد

الطَّواف هو فعل التحرك حول شيء مقدس أو معبود. يعد الطواف حول المعابد أو صور الآلهة جزءًا لا يتجزأ من الممارسات التعبدية الهندوسية والبوذية  وهي موجودة في الديانات الأخرى مثل الإسلام والمسيحية واليهودية.

## الديانات الإبراهيمية

### الإسلام

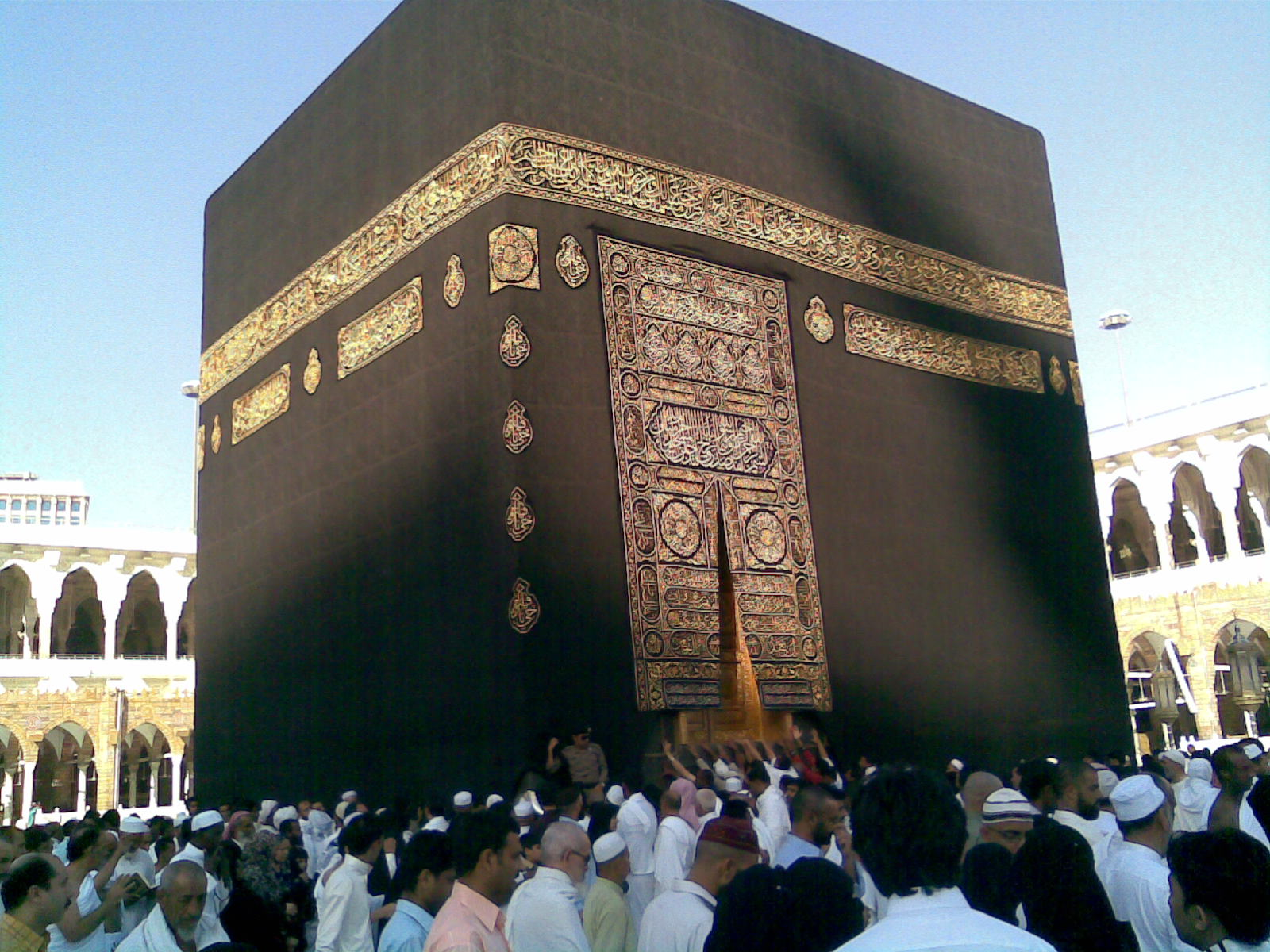
طواف المسلمين حول الكعبة.

انظر مقالة الطواف